# Brasão de Santana de Parnaíba

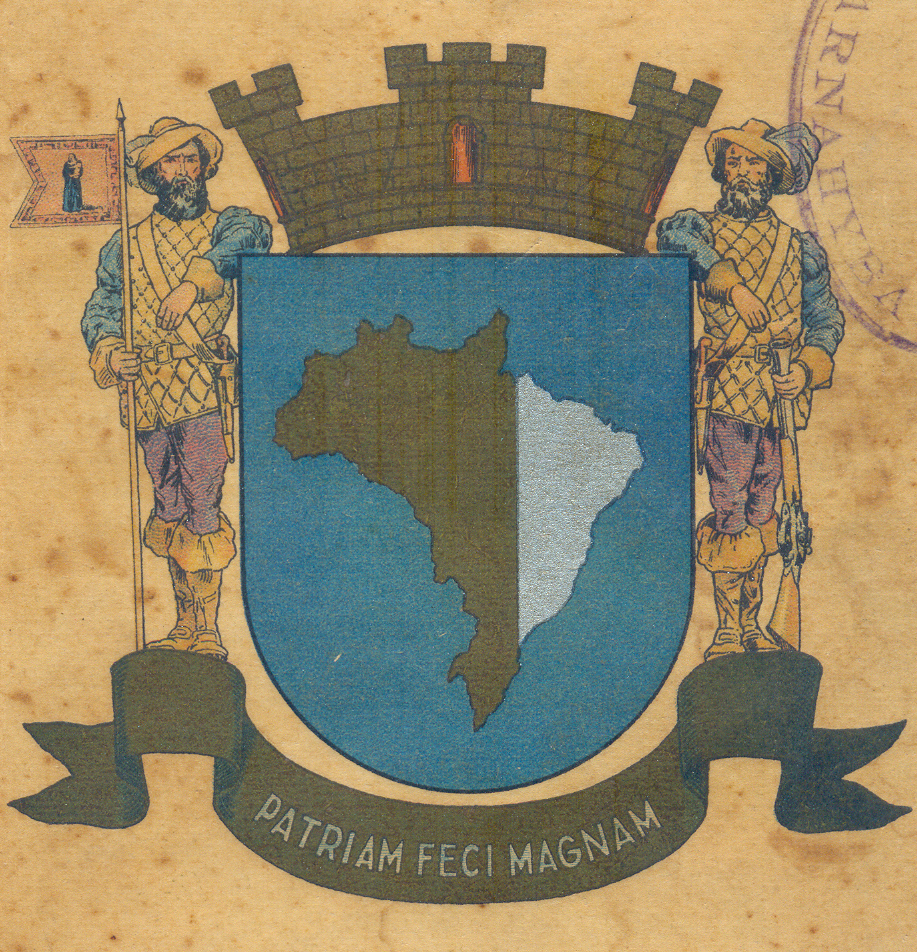
Brasão de armas (1925)

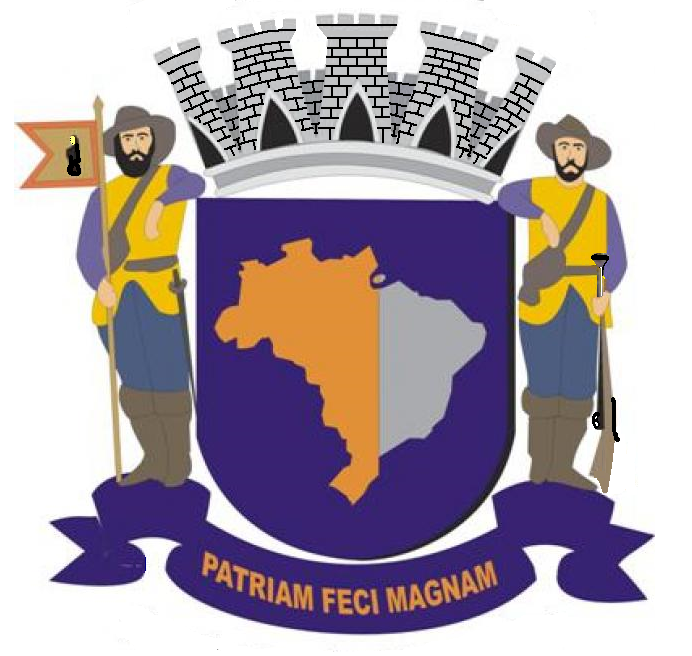
Brasão de armas (atual)

O Brasão de Santana de Parnaíba foi reformulado em 1996 pelo heraldista Lauro Ribeiro Escobar, falecido em 2016.
O Brasão de Santana de Parnaíba é um símbolo de Santana de Parnaíba, município do estado de São Paulo, Brasil.
O projeto criado por Affonso de Escragnolle Taunay foi oficializado pela lei nº1 de 2 de maio de 1925 e reformadas em 13 de Setembro de 1996.

## Descrição
- O brasão apresenta uma "coroa-mural" na cor é prata.[3]
- No escudo, em fundo azul (blau), a representação do mapa do Brasil dividido em terça parte, recebendo o terço da direita a cor prata e os dois terços da esquerda cor dourada, alusão ao Tratado de Tordesilhas.[3][2]
- Como tenentes, dois bandeirantes, complementando o significado do escudo, responsáveis pela expansão do território brasileiro, sendo muitos deles naturais do próprio município. O bandeirante da esquerda, armado à cintura de uma espada, carrega o pavilhão de Santa Ana, e o da direita, armado de um bacamarte apóia-se ao escudo, em posição de descanso.[3][2]
- O listel, da mesma cor do escudo traz, em letras douradas, o dístico em latim: "PATRIAM FECI MAGNAM" (A minha pátria fiz grande!).[3][2]

A bandeira da cidade tem em seu centro deslocado para a esquerda o brasão do município.